# Létka
Létka (románul: Letca) falu Romániában, Szilágy megyében.

## Fekvése
Szilágy megyében, Zilahtól északkeletre, a Szamos jobb partján, Lemény és Kocsoládfalva között fekvő település.

## Nevének eredete
Nevét az oláh Litca szóból eredőnek tartják, mely orsót, keringőt, forgót, és a mellette folyó Szamos vizére vonatkozólag örvénylőt, örvényt jelent.

## Története

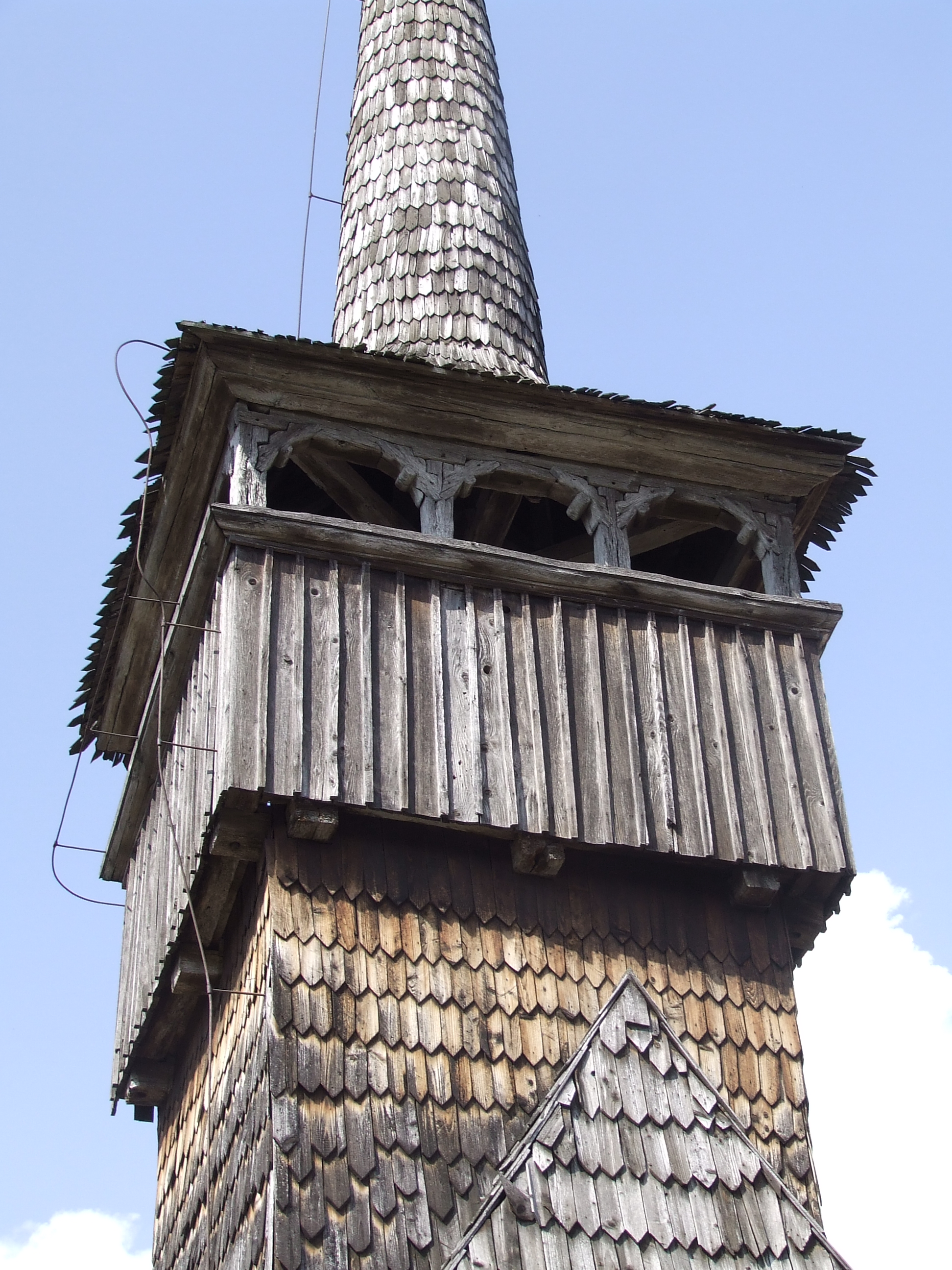
A torony

Létka nevét az oklevelek 1405-ben említették először Lehtka néven.
1424-ben Lithka, 1470-ben Lythka, 1650-ben Litka, 1723-ban Letka-nak írták nevét.
Létka Kővárhoz tartozó oláh település volt a középkorban.
1405-ben már említették nevét Kővár tartozékainak felsorolásakor, mikor Zsigmond király Kővár várát Balk és Drág fiainak adományozta.
1424 évi osztozkodáskor Létka Balk fiainak jutott.
1470-ben Mátyás király Bélteky Sandrin fia Mihálytól, mert feleségét megölte s így főbenjáró vétségben elmarasztalták, s összes birtokait, köztük Létkát is elkobozta, s azt Drágfi Miklós fiának Bertalannak adományozta, s a Drágfiaké volt egészen 1556-ig, a család kihaltáig.

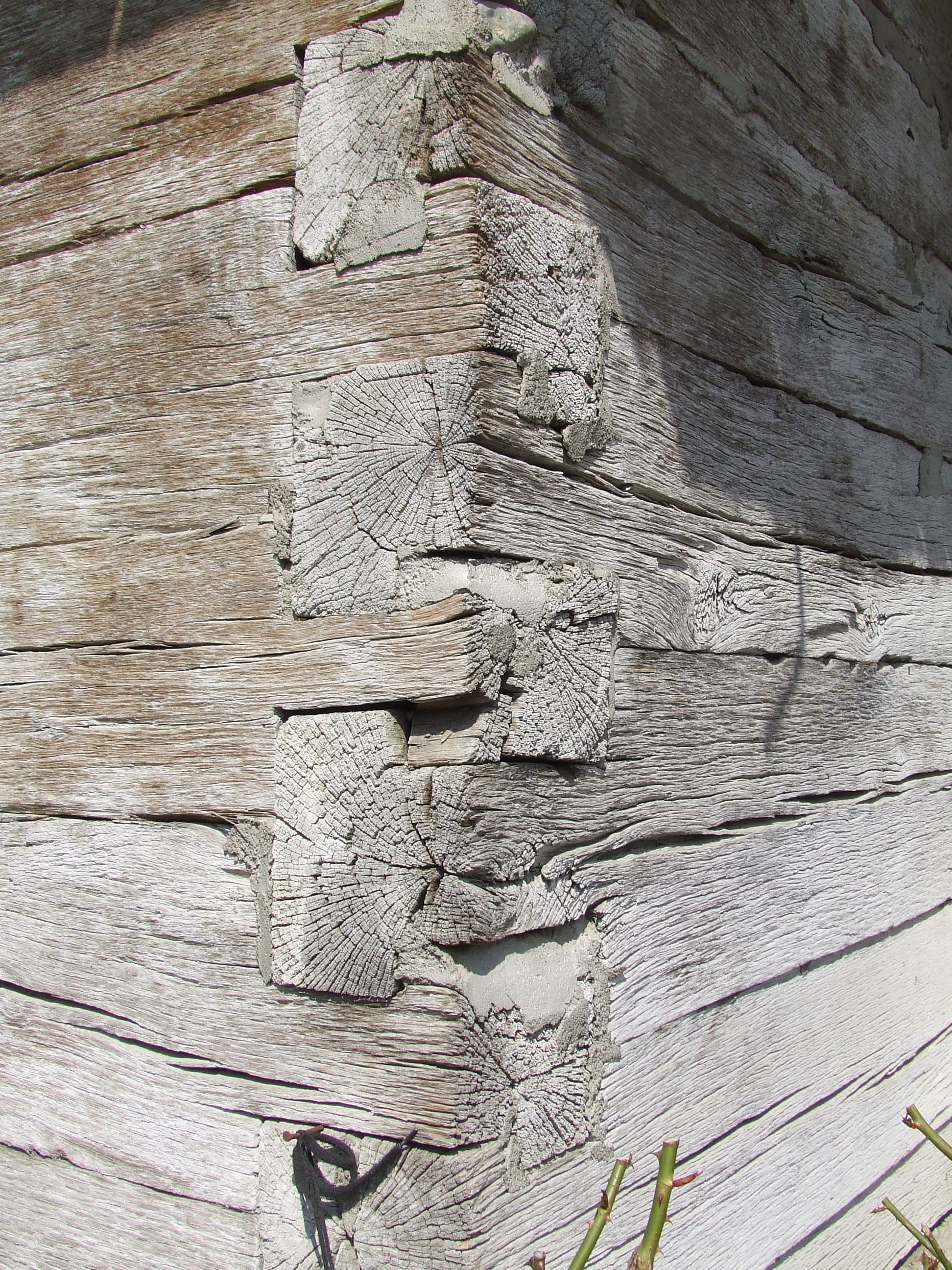
A sarkok csapolása

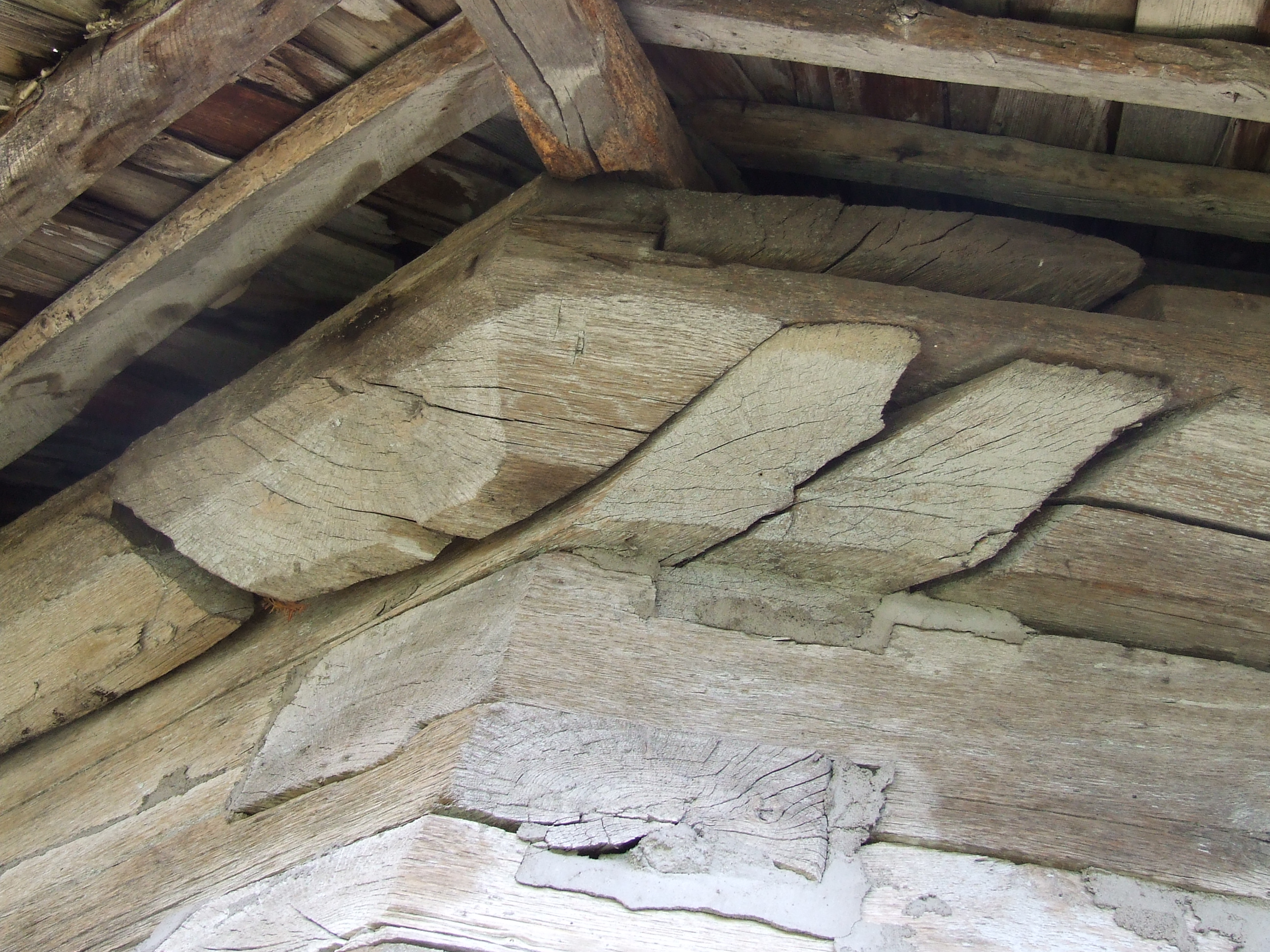
A tetőgerendák sarkainak csapolása

1556-ban Izabella királyné a Drágfiak kihalta miatt a birtokot Báthory Györgynek és nejének Annának, valamint fiuknak Istvánnak adományozta.
1565-ben Báthory György fellázadt Miksa császár ellen, s feje váltságául Kővárt tartozékaival együtt a császárnak engedte át.
1567-ben II. János király Kővárt visszafoglalta tartozékaival együtt Miksa császártól, s beregszói Hagymási Kristófnak adományozta Létkával együtt.
1617 előtt Putnoky János birtoka, aki azt Báthory Gábortól kapta, s tőle Bethlen Gábor foglalta el 1636-ban II. Rákóczi György birtoka, aki azt Kővár kapitányának  Ecsedi Rőti Orbánnak és nejének Mocsáry Zsófiának adományozta, aki azt Gyerőmonostori Ebeni Istvánnak adta zálogként.
1654-ben II. Rákóczi György Gyerőmonostori Ebeni Istvánt az Ecsedi Rőti Orbántól magához váltott birtokban megerősítette.
1674-ben Belényi Zsigmond birtoka volt.
1766-ban gróf Teleki Sámuel volt Létka birtokosa.
Az 1809-ben végzett összeíráskor a település birtokosai: gróf Teleki Sámuel és más kisnemesek voltak, majd 1820-ban báró Henter Antal is.
1886-ban 611 lakosa volt, melyből görögkatolikus 597 és 14 zsidó.
1891-ben 624 lakosa volt, melyből 8 római katolikus, 568 görögkatolikus, 7 evangélikus, 1 lutheránus és 40 izraelita volt.
1898-ban birtokosai: Sárombereki, család, gróf Teleki Sámuel és gróf Mikó Anna Wesselényi Józsefné öröklés, valamint a Paul és Péter családok öröklés és vásárlás folytán.
A trianoni békeszerződés előtt Létka Szolnok-Doboka vármegye Nagyilondai járásához tartozott.

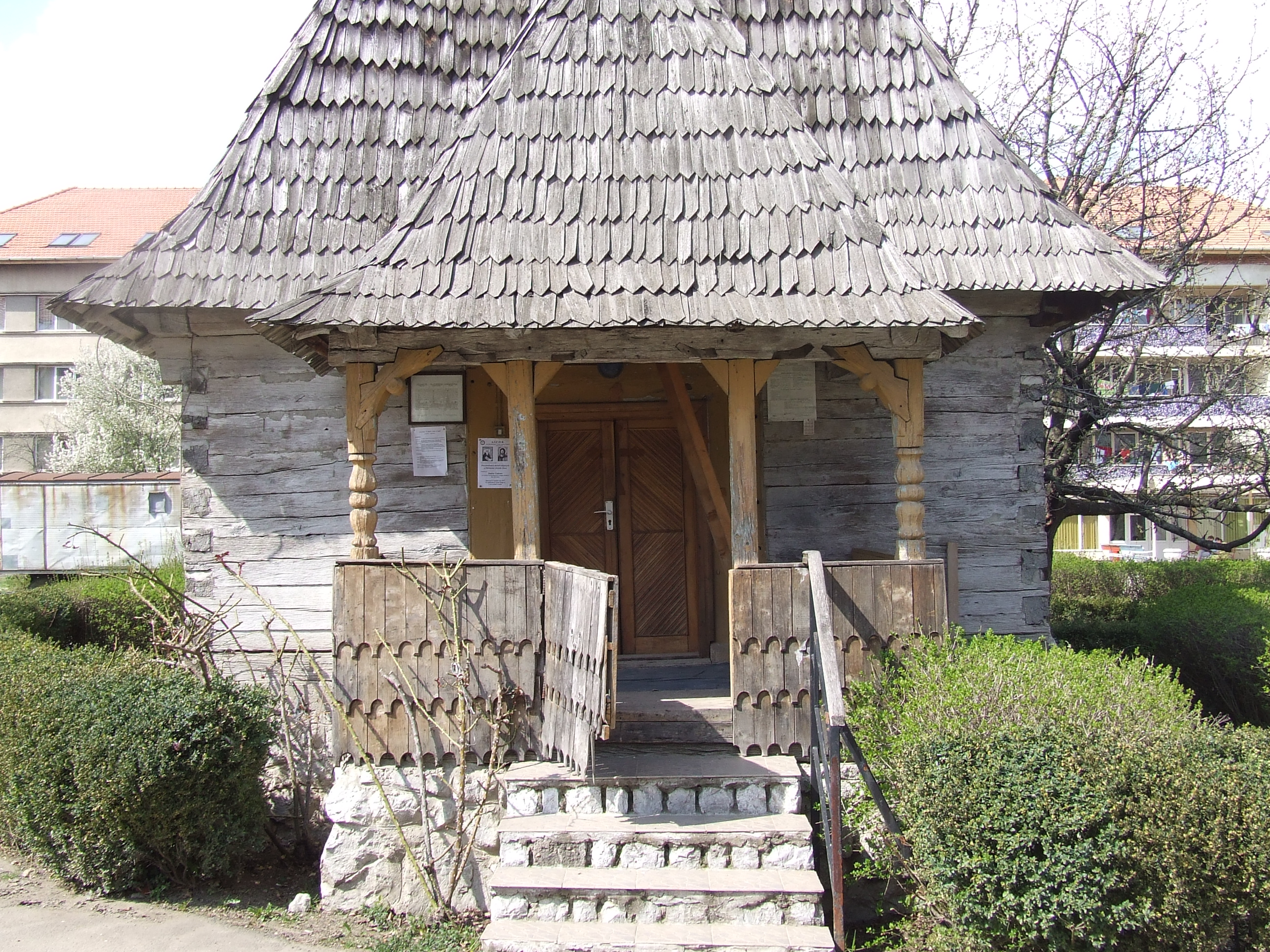
A bejárat felőli oldal

## Nevezetességek
- Két görögkatolikus temploma volt, az egyiket 1600-ban szentelték fel az arkangyalok tiszteletére.
- A másik a XVII. században épült, és 1872-ben szentelték fel utoljára szűz Mária tiszteletére, ez ma ortodox templom.

Anyakönyvet 1826-tól vezetnek.